# ティグラネス4世
ティグラネス4世（Tigranes IV、アルメニア語: Տիգրան Չորրորդը、紀元前30年代 - 1年）は、アルメニア王国の王子であり、紀元前8年から紀元前5年まで、また紀元前2年から紀元1年まで、ローマの傀儡となったアルタクシアス朝アルメニアの王を務めた。

## ソース
- R.ナロル、VLバロー＆F。ナロル、歴史における軍事的抑止力：パイロットの歴史的調査、SUNY Press、1974年
- E. Yarshater、ケンブリッジのイランの歴史、Vol。 III、パートI、ケンブリッジ大学出版局、1983年
- WG Sayles、Ancient Coin Collecting IV：Roman Provincial Coins（Google eBook）、F + W Media、Inc、1998年
- RGホバニシアン、古代から現代までのアルメニア人、第1巻：王朝時代：古代から14世紀まで、パルグレイブマクミラン、2004年
- 白鳥首相、アウグストゥスの継承：カッシウスディオのローマ史に関する歴史的解説、書籍55-56（9 BC-AD 14）（Google eBook）、オックスフォード大学出版局、2004年
- VM Kurkjian、アルメニアの歴史、インド・ヨーロッパ語族、2008年
- M.ブンセン、ローマ帝国百科事典、Infobase Printing、2009年
- MA Ehrlich、ユダヤ人のディアスポラ百科事典：起源、経験、文化、第1巻（Google eBook）、ABC-CLIO、2009年
- アルメニアとイランii。ダリウスとクセルクセスの下でのイスラム以前の時代は、アルタクシアス朝とアルサケス朝の将来のアルメニアよりもはるかに狭い境界を持っていました。アルメニアとイラン、ii。イスラム以前の期間：3。アルタクシアス朝b。ティグラネス大王